# David Patiño
Pour les articles homonymes, voir Patiño (homonymie) et Oviedo (homonymie).
David Patiño Oviedo, né le 6 septembre 1967 à Mexico au Mexique, est un footballeur international mexicain, devenu entraîneur à l'issue de sa carrière, qui évoluait au poste d'attaquant avant de devenir entraîneur. 

## Biographie

### Carrière internationale
David Patiño compte 27 sélections et 4 buts avec l'équipe du Mexique entre 1993 et 1996. 
Il est convoqué pour la première fois en équipe du Mexique par le sélectionneur national Miguel Mejía Barón, pour un match amical contre la Roumanie le 10 février 1993. Le match se solde par une victoire 2-0 des Mexicains.
Il fait partie de la liste des 22 joueurs mexicains sélectionnés pour disputer la Copa América 1993. Lors du tournoi, il inscrit deux buts, contre l'Argentine (1-1), et puis contre le Pérou (victoire 4-2). Après un beau parcours, le Mexique parvient en finale de la Copa América face à l'Argentine. Le match se solde par une défaite 2-1 des Mexicains.

## Palmarès

### En club
- Avec les UNAM Pumas
  - Champion du Mexique en 1991
  - Vainqueur de la Coupe des champions de la CONCACAF en 1989

- Avec les Colorado Rapids
  - Vainqueur de la Conférence Ouest de MLS en 1997

- Avec le CF Pachuca
  - Champion du Mexique en 1999 (Ouverture)

### En équipe nationale
- Finaliste de la Copa América en 1993